# 林和男
林 和男（はやし かずお、1923年12月16日 - 2009年9月11日）は、東京都調布市出身の野球指導者。林建設株式会社元会長。

## 経歴
早稲田大学では政経学部に所属し、同校の軟式野球の選手として活躍。大学卒業後は建設会社へ入社し、野球を続けた。
1964年、リトルリーグ（小学生硬式野球）を日本に紹介。野球を国技とするアメリカ合衆国のように、日本の子供たちに硬式野球を広めたいとする思いから、産業経済新聞社、フジテレビジョンなど、のちのフジサンケイグループと協力して、リトルリーグの普及に尽力する。
1965年、林の長男や友人らを中心として、リトルリーグのチーム「調布リトルリーグ（創設時は調布リトル野球チーム）」の創設に携わる。1967年には、「西東京リトルリーグ」チームとして、全日本リトルリーグ野球選手権大会の第1回大会に優勝し、その後行われた世界リトルリーグ選手権大会にも日本代表として参加し、リトルリーグ世界一を獲得した。
その後、リトルリーグ経験者が、高校野球まで硬式野球の競技のブランクを生じさせないようにするため、1970年に調布リトルシニアリーグ（中学生硬式野球）を立ち上げる。1976年の調布リトルリーグ2回目の世界選手権優勝時には、荒木大輔（のち早稲田実業→ヤクルト）を育て上げるなど、約20人以上のプロ野球選手を輩出した。
晩年は、2000年に全日本リトル野球協会という、リトルリーグとリトルシニアリーグを統合した組織の発足にも尽力した。2005年に同協会が財団法人となるに伴い会長に就任し、在任中の2009年9月11日に心不全のため85歳で調布市の自宅にて死去。85歳没。同年10月5日に行われたお別れの会には王貞治、大矢明彦、江本孟紀、若松勉らが参加。松坂大輔が弔電を寄せ、弔辞を教え子である荒木大輔が読んだ。
林の没後、林の名を永久に残そうと、2010年からシニアリーグで「林和男杯」という大会を開かれている。
2015年1月23日、野球殿堂特別表彰受賞。